# Arapatiella
Genre
Arapatiella est un genre de plantes à fleurs dicotylédones de la famille des Fabaceae et de la sous-famille des Caesalpinioideae, endémique du nord-est du Brésil, qui comprend deux espèces acceptées.
Ce sont des arbres pouvant atteindre 25 mètres de haut, aux feuilles persistantes composées pennées et aux fleurs blanches à symétrie pentamère.

## Liste d'espèces
Selon Catalogue of Life (25 octobre 2018) :
- Arapatiella emarginata Cowan
- Arapatiella psilophylla (Harms) Cowan